# Роки Маунтин (Оклахома)
Роки Маунтин (енгл. Rocky Mountain) насељено је место без административног статуса у америчкој савезној држави Оклахома.

## Демографија
По попису из 2010. године број становника је 420, што је 28 (-6,3%) становника мање него 2000. године.
| Група             | 2000.       | 2010.       |
| Белци             | 175 (39,1%) | 135 (32,1%) |
| Афроамериканци    | 1 (0,2%)    | 0 (0,0%)    |
| Азијати           | 0 (0,0%)    | 0 (0,0%)    |
| Хиспаноамериканци | 2 (0,4%)    | 7 (1,7%)    |
| Укупно            | 448         | 420         |